# Na Martě
Na Martě (německy Marterberg) je výšina nad Frymburkem, v Lučské hornatině na západní rozsoše vrchu Kaliště. Západní svahy od roku 1959 obtéká zvýšená hladina Vodní nádrže Lipno, která je odděluje od Frymburku slepým ramenem.

## Stavby
- Na výšině ve výšce 830 m n. m. se od roku 1898 nachází kaple Panny Marie Bolestné Vysoká Muka (Hohen Marter), z jejíhož německého jména vzniklo současné české jméno návrší. Od kaple je výhled na Frymburk, Plechý, Smrčinu a při dobré viditelnosti lze spatřit i Alpy.[2]
- Ke kapli vede z Frymburku křížová cesta. Podnět k jejímu zbudování dal lipenský statkář Adalbert Donauer, který kolem roku 1890 věnoval 600 zlatých na žulovou křížovou cestu. Ta byla zřízena přičiněním kaplana Isfrieda Hilbera v roce 1894. Kamenické práce provedl Jordán Wiltschko z Hořic a obrazy maloval malíř Hunčl z Lince. Procesí se zde konala každoročně třikrát do roku 1946 a poté do roku 1950 každoročně jedno procesí. Později byly kaple a křížová cesta zničeny. Po roce 1992 začaly pod záštitou obce Frymburk a ve spolupráci s bývalými německými farníky opravy. Kaple i cesta byly znovu vysvěceny v roce 2000.[3]

## Turistické trasy a naučné stezky
- Zelená turistická trasa Frymburk – Lipno nad Vltavou, přes rozcestí Pod Martou
- Žlutá turistická trasa Frymburk – Lipno nad Vltavou, přes rozcestí Na Martě
- Naučná stezka Lipno[4]